# Rolando Rigoli
Rolando Rigoli (* 3. Oktober 1940 in Livorno) ist ein ehemaliger italienischer Säbelfechter.

## Erfolge
Rolando Rigoli wurde 1974 in Grenoble mit der Mannschaft Vizeweltmeister. 1971 in Wien und 1973 in Göteborg gewann er mit ihr zudem Bronze. Zweimal nahm er an Olympischen Spielen teil: 1968 erreichte er in Mexiko-Stadt mit der italienischen Equipe das Finale gegen die Sowjetunion, die sich mit 9:7 durchsetzte. Somit erhielt Rigoli gemeinsam mit Wladimiro Calarese, Pierluigi Chicca, Michele Maffei und Cesare Salvadori die Silbermedaille. In der Einzelkonkurrenz belegte er den fünften Platz. Vier Jahre später kam es zur Neuauflage des Gefechts um die Goldmedaille gegen die Sowjetunion, bei der dieses Mal Italien mit 9:5 die Oberhand behielt. Neben Rigoli wurden Mario Aldo Montano, Mario Tullio Montano, Michele Maffei und Cesare Salvadori Olympiasieger. Im Einzel schied er in der Viertelfinalrunde aus.